# 211 г. пр.н.е.
211 (двеста и единадесета) година преди новата ера (пр.н.е.) е година от доюлианския (Помпилийски) римски календар.

## Събития

### В Римската република
- Консули са Гней Фулвий Центумал Максим и Публий Сулпиций Галба Максим.
- Ханибал започва пряк поход срещу град Рим в неуспешен опит да увлече след себе си консулите, които обсаждат Капуа. Картагенският командир достига до стените на града, но той се оказва прекалено добре защитен за него и армията му и Ханибал е принуден да се оттегли бързо на юг.[1]
- Римляните си връщат контрола над Капуа, картагенският гарнизон се предава, а водачите на антиримската партия в града се самоубиват или са екзекутирани. Римляните наказват града за предателството му с разпускане на местните граждански институции и назначаване на римски управител слагайки край на автономията му.[1]
- Марк Клавдий Марцел се завръща от Сицилия, за да празнува овация и да се кандидатира на консулските избори. При завръщането си той носи със себе си огромна плячка от Сиракуза и съюзените и градове, включително голямо количество произведения на изкуството.[1]

### В Испания
- Братята Сципиони решават да атакуват картагенците. Публий Корнелий Сципион напредва с две трети от римските сили срещу силите на Магон Барка и Хасдрубал Гискон, а Гней Корнелий Сципион Калв с една трета от легионерите и около 15 000 съюзени келти срещу Хасдрубал Барка. В две отделни битки наричани днес Битка при Горен Бетис двамата претърпяват съкрушително поражение и са убити.[1]
- След разбиването на главната римска войска на юг от река Ебро, картагенците възстановяват контрола си над голяма част от Испания.[1]
- Гай Клавдий Нерон получава нареждане да замине за Испания с 12 000 войници пехота 1100 войници кавалерия.[1]

### В Гърция
- Римляните сключват съюз с етолийците срещу Филип V Македонски. Двете страни се задължават да не сключват сепаративен мир с врага. Спарта, Елида и Мантинея се присъединяват към съюза на Рим.[2]

### В Азия
- Аршак II наследява баща си на трона на Партия.

## Починали
- Аршак I, основател на Аршакидската династия и първи владетел на Партия
- Апий Клавдий Пулхер (консул 212 пр.н.е.), римски политик и пълководец
- Публий Корнелий Сципион (консул 218 пр.н.е.), римски политик и пълководец
- Гней Корнелий Сципион Калв, римски политик и пълководец